# Inhumas (kommun)
Inhumas är en kommun i Brasilien.   Den ligger i delstaten Goiás, i den centrala delen av landet, 180 km väster om huvudstaden Brasília. Antalet invånare är 48 212.
Följande samhällen finns i Inhumas:
- Inhumas

Omgivningarna runt Inhumas är huvudsakligen savann. Runt Inhumas är det ganska tätbefolkat, med 67 invånare per kvadratkilometer.